# Кенгуру Грея
Кенгуру Грея (лат. Notamacropus greyi, или Macropus greyi) — вид вымерших кенгуру, который обитал в Южной Австралии и в прилежащих районах штата Виктория. Видовое название дано в честь губернатора Южной Австралии сэра Джорджа Грея (1812—1898). Обитал на открытых пространствах, рядом с эвкалиптовыми лесами, чтобы прятаться во время сильных дождей.

## Вымирание
К вымиранию кенгуру Грея привело сочетание различных факторов. По всей видимости, в наибольшей степени оно связано с уничтожением естественной среды обитания вида путём осушения болот за счёт дренажа и расчистки территории от местной растительности. Кроме того, на кенгуру Грея охотились ради красивой шкуры и в спортивных целях, а также свою роль в вымирании могла сыграть интродукция обыкновенной лисицы. Возможно, вид, как и многие другие виды кенгуровых, был поставлен под угрозу ещё до европейской колонизации, в результате охоты со стороны аборигенов и интродукции динго.
К 1924 году существовала только одна небольшая группа кенгуру Грея. Последняя известная выжившая особь умерла в неволе в 1939 году. Хотя существуют потенциально достоверные сообщения от натуралистов о наблюдении кенгуру Грея с 1950-х и до начала 1970-х годов, с тех пор больше не поступало никаких вызывающих доверия сообщений.